# Straat Mangole
Straat Mangole (Indonesisch: Selat Mangole), is een zeestraat in Indonesië in de provincie Noord-Molukken. De zeestraat scheidt het eiland Sanana, in het zuiden, van het eiland Mangole in het noorden. Het water vormt een verbinding tussen de Bandazee in het westen en de Ceramzee in het oosten. De op het eiland Mangole gelegen plaatsen Mangole en Capalulu liggen aan de Straat Mangole.